# Ascia danese

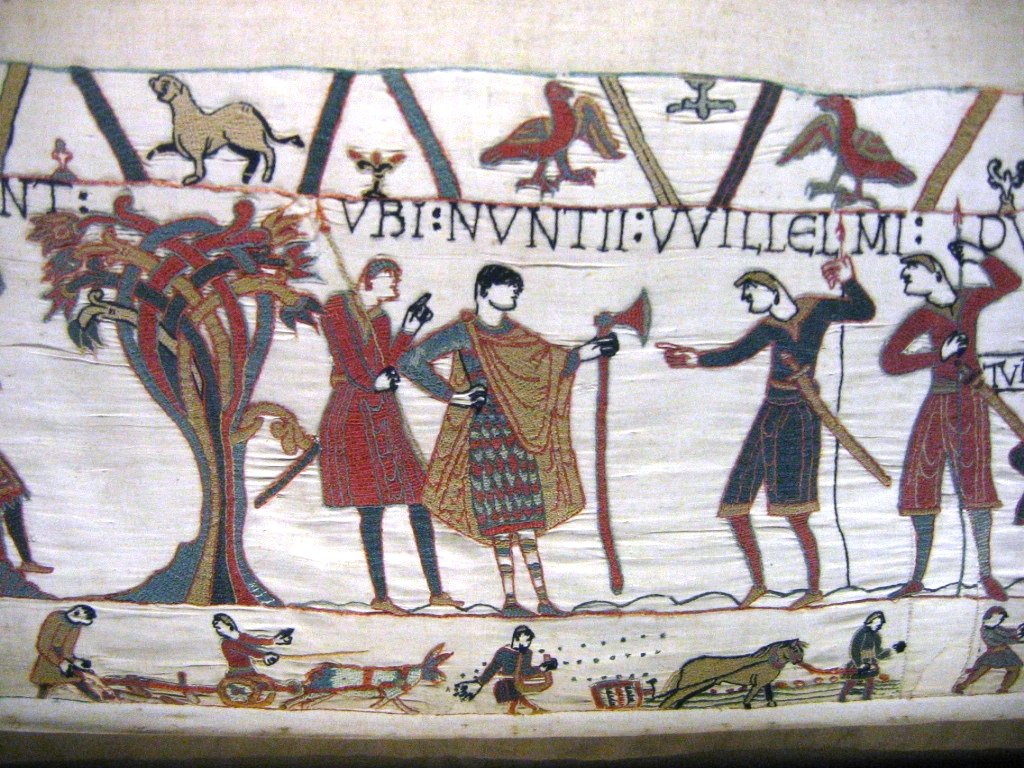
L'ascia danese nell'Arazzo di Bayeux.

L'ascia danese (Dane Axe, anche English Long Axe o Hafted Axe in lingua inglese; Långyxa in lingua svedese) è un'ascia da battaglia di grandi dimensioni (120–150 cm di manico, in alcuni casi addirittura alta quanto una persona) avente una impugnatura a due mani. 
La caratteristica fondamentale è che a volte la lama di scure dell'arma terminava in alto con una punta, in modo da poter essere anche impiegata per affondi. L'ascia danese era arma tipica dei guerrieri scandinavi nel Medioevo arruolati in corpi d'élite quali gli Huscarli, la Guardia variaga ecc.

## Storia
I vichinghi svilupparono l'ibrido arma inastata-scure poi noto come "Ascia Danese" in un momento non ben precisato dell'Età del ferro germanica.

A partire dal X secolo, l'arma si diffuse nei paesi europei interessati da frequenti scontri/contatti con le popolazioni scandinave: l'Inghilterra, l'Irlanda, la Normandia, la Russia e le terre circostanti il Mar Nero. Strumento destinato alle mani di soldati esperti, la grande ascia danese era parte fondamentale della panoplia degli speciali corpi di fanteria pesante che spesso vendevano i loro servigi ai potentati stranieri:
- gli huscarli al servizio dei sovrani anglosassoni, raffigurati armati della grande ascia nell'Arazzo di Bayeux (pregevole il particolare di uno degli huscarl della guardia del corpo del sovrano Aroldo II d'Inghilterra che decapita con un colpo di scure il destriero di uno dei cavalieri normanni);
- la guardia variaga (in greco πελεκυφόρος φρουρά?, pelekyphoros phroura), incaricata di proteggere l'incolumità del basileus;
- i gallowglass delle Isole Ebridi e delle Highlands, impiegati come mercenari dagli Irlandesi a partire dal XIII secolo[1].

Nel corso del Duecento, l'ascia danese iniziò a sviluppare delle nuove varianti. 
Nel generale contesto di una cavalleria pesante sempre più sviluppata, forse non sempre strategicamente risolutiva ma certo enucleante l'archetipo del guerriero per antonomasia nell'immaginario del tempo, la scure andava sviluppando un suo ruolo precipuo quale arma "da cavallo" nella variante nota come scure d'arcione. 
Armi più pesanti come la grande ascia dei vichinghi divennero sempre più precipue delle forze di fanteria e svilupparono, gioco-forza, una sempre maggiore propensione verso la tipologia delle armi inastate più che delle armi manesche. 
Da un allungamento delle proporzioni della scure danese, sia per ciò che concerne il manico che la lama, il cui uncino inferiore scende sempre più verso l'astile ligneo, originarono la Sparth britannica e la Berdica baltica.
Nel corso del XIV secolo, in concomitanza alla capillare diffusione di altre armi da botta (mazza d'armi, martello d'armi ecc.), più efficaci della spada nel penetrare gli interstizi delle sempre più solide armature a piastre, anche la pesante scure danese tornò in auge quale arma d'elezione dei guerrieri, soprattutto Bretoni. Difficile però accertare se si sia effettivamente trattato di scuri danesi, sparth o azze.
Nel XV secolo l'uso di armi simili alla grande scure danese è ormai assente dalla pratica bellica degli eserciti continentali europei che prediligono ormai, per le loro forze di fanteria, armi inastate pienamente sviluppate quali l'azza o l'alabarda. La scure danese resta invece in uso ai mercenari gallowglass e ad altri corpi di fanteria in Scozia ed Irlanda ancora sino al XVI secolo.

### Famosi utilizzatori dell'ascia danese
- L'ascia danese è simbolo precipuo del santo sovrano Olaf II di Norvegia in quanto veicolo del suo martirio: Olaf venne infatti decapitato con una scure dopo la Battaglia di Stiklestad (1030). Conseguentemente, l'ascia figura nello Stemma della Norvegia.
- Due sovrani del Regno d'Inghilterra sono ricordati per l'aver fatto ricorso alla scure danese durante degli scontri campali: Stefano d'Inghilterra se ne servì nella Battaglia di Lincoln (1141), quando la sua spada andò in frantumi[4], e Riccardo Cuor di Leone fece lo stesso durante la Battaglia di Giaffa (1191).
- Goffredo di Lusignano, fratello del più celebre Guido di Lusignano, viene ricordato come un altro crociato uso a servirsi della grande scure come arma[5].
- La cronaca dello storico francese Jean Froissart (circa 1337-1405) ben testimonia il massiccio ricorso dei cavalieri trecenteschi all'uso di pesanti scuri nel corso della Guerra dei Cento Anni e delle Guerre anglo-scozzesi: Giovanni II di Francia combatté armato d'ascia nella Battaglia di Poitiers (1356) e James Douglas, II conte di Douglas fece lo stesso nella Battaglia di Otterburn (1388).

## Costruzione
In accordo con i reperti archeologici e l'iconografia del tempo, le caratteristiche dell'ascia danese erano:
- lama di scure rientrante nelle categorie "L" ed "M" della classificazione operata dallo storico Jan Petersen[6], vale a dire in ferro battuto, larga e di spessore non eccessivo, con "corni" pronunciati alle due estremità. La superficie tagliente era mediante di 20–30 cm. Le lame della tipologia "L", più piccole, hanno solitamente forma asimmetrica con il vertice superiore più estroverso rispetto all'inferiore, onde ottimizzare il colpo di taglio, mentre le lame "M" sono quelle più simmetriche e bilanciate. Lo spessore, in prossimità della punta, è di solito 2 mm. Il filo era realizzato in acciaio ad alta percentuale di carbonio, onde garantire maggior robustezza. In buona sostanza, si trattava di una lama molto più simile a quella di una mannaia che non di una scure da boscaiolo;
- Il manico in legno (frassino o rovere) aveva una lunghezza variabile di 90–120 cm, seppur non mancassero esemplari con manico di 150–170 cm, anche se si trattava, probabilmente, di armi utilizzate quali status symbol. Il punto d'innesto della lama nel manico era spesso irrobustito da una manica in ottone.

Alcuni esemplari di ascia danese presentavano un ricco fornimento, con lame decorate in argento e fregi sulla manica in ottone.
La variante più nota dell'ascia danese è la Sparth, ritenuta archetipo di partenza per lo sviluppo della berdica. Rispetto al modello di partenza, la sparth era più grande e massiccia, con lama sviluppante, in basso, non più un semplice "corno" ma un vero e proprio ponticello che andava a collegarsi con l'astile ligneo.

### Fonti
- Bourchier, John (1523), The Chronicles of Froissart, ed. Macaulay, G.C. [a cura di] (1910), New York, P. F. Collier & Son Company The Chronicles of Froissart.

### Studi
- Caldwell, David (1981), Some Notes on Scottish Axes and Long Shafted Weapons, in Caldwell, David (1981), Scottish Weapons and Fortifications 1100–1800, Edimburgo, John Donald, ISBN 0859760472.
- Edge, David (1988) [e] Paddock, John Miles, Arms and Armour of the Medieval Knight, Londra, Defoe, ISBN 1870981006.
- Marsden, John (2003), Galloglas, East Linton, Tuckwell Press, ISBN 1862322511.
- Nicholson, Helen (2004), Medieval Warfare, Basingstoke, Palgrave MacMillan, ISBN 0333763319.
- Oakeshott, Ewart (1980), European Weapons and Armour: From the Renaissance to the Industrial Revolution, Lutterworth Press, ISBN 0718821262.
- Oman, Sir Charles (1924), A History of the Art of War in the Middle Ages : v. 1., Londra, Greenhill Books, ISBN 1853671002.
- Petersen, Jan (1919), De Norske Vikingesverd, Kristiania.
- Vernier, Richard (2003), The Flower of Chivalry, Woodbridge, Boydell Press, ISBN 184383006X.